# Milano Seamen
Milano Seamen je italský tým amerického fotbalu sídlící v Miláně, který soutěží od sezóny 2023 v European League of Football.
Tým bude hrát od sezóny 2023 centrální skupinu European League of Football, která je evropskou verzí americké NFL.